# Radosław Szatkowski
Radosław Jan Szatkowski (ur. 15 stycznia 1970) – polski polityk, urzędnik państwowy, w latach 2013–2015 prezes Agencji Rynku Rolnego.

## Życiorys
W 2002 piastował funkcję kierownika w Oddziale Terenowym Agencji Rynku Rolnego w Szczecinie Filia w Gdańsku. W latach 2003–2004 był dyrektorem, a następnie (lata 2004–2006) zastępcą dyrektora oddziału terenowego ARR w Gdyni.
W początkowej fazie działalności pomorskiej agencji odpowiadał m.in. za propagowanie informacji o kwotowaniu produkcji mleka oraz za przyjmowanie zbóż do magazynów interwencyjnych. Ponownie wybrany na funkcję dyrektora Oddziału Terenowego ARR w Gdyni w 2008, nieprzerwanie pełnił swoje obowiązki do 2013.
3 czerwca 2013 powołany został przez prezesa Rady Ministrów Rzeczypospolitej Polskiej Donalda Tuska na stanowisko prezesa Agencji Rynku Rolnego. Nominację, w imieniu prezesa Rady Ministrów, otrzymał z rąk Stanisława Kalemby ministra rolnictwa i rozwoju wsi. Został odwołany z tej funkcji na wniosek ministra rolnictwa i rozwoju wsi Krzysztofa Jurgiela przez premier Beatę Szydło 8 grudnia 2015.
Z listy Polskiego Stronnictwa Ludowego bez powodzenia kandydował w 2007, 2011, 2015 i 2019 do Sejmu, w 2004 i 2014 do Parlamentu Europejskiego oraz w 2002, 2010 i 2018 do sejmiku pomorskiego. Od listopada 2015 do stycznia 2022 był wiceprzewodniczącym Rady Naczelnej PSL.
Poza pracą urzędnika Radosław Szatkowski zajmuje się 140-hektarowym gospodarstwem o profilu produkcji nasiennej i roślinnej.
Jest żonaty, ma córkę.